# XvYCC
xvYCC o gamut esteso YCC (anche x.v.Color) è uno spazio colore usato nell'elettronica video per avere un gamut 2,8 volte più grande dello spazio colore sRGB, Fu proposto da Sony, con le specifiche definite dallo IEC nell'ottobre 2005 e pubblicato nel gennaio 2006 come IEC 61966-2-4.
Verrà usato nei video Ultra HD 8k dei blu ray.

## Supporto Hardware
I seguenti hardware grafici supportano lo spazio colore xvYCC quando sono connessi a uno schermo che supporta lo xvYCC.
- AMD Mobility Radeon HD 4000 series e modelli più recenti
- AMD Radeon HD 5000 series e modelli più recenti
- I chipset AMD 785G, 880G e 890GX con grafica integrata
- Intel HD Graphics integrated o alcune cpu (eccetto Pentium G6950 and Celeron G1101)
- nVidia GeForce 200 Series e modelli più recenti